# Masters of Rock
A Masters of Rock a Pink Floyd 1967-ben és 1968-ban megjelent dalaiból (főként kislemezekből) összeállított, kevésbé ismert válogatásalbuma. Az olcsó EMI válogatás eredetileg The Best of The Pink Floyd címmel jelent meg először Hollandiában (1970). A The Dark Side of the Moon sikere nyomán 1974-ben új borítóval újra kiadták Masters of Rock címmel Németországban, Olaszországban és Hollandiában. Eredetileg három borítóterv létezett. Az egyik a Meddle tasakjának közepén látható kép, melyen David Gilmour arcát Syd Barrettére cserélték, ugyanis az albumon szereplő legtöbb dalt Barrett írta. Az album Volume 1-ként jelent meg, bár máig nem jelent meg folytatása. Az album arról nevezetes, hogy ezen hallható az Apples and Oranges című dal sztereó változata.
A Masters of Rock ma már sehol nem kapható. A kislemezeken szereplő dalok az 1992-ben megjelent Shine On box set-ben, a The Early Singles című albumon kaptak helyet.

## Az album dalai
Az összes dal kislemezen jelent meg, kivéve, ahol az album címe is látható. Minden dalt Syd Barrett írt, kivéve, ahol a szerzők neve látható.
1. Chapter 24 (The Piper at the Gates of Dawn) – 3:36
2. Matilda Mother (The Piper at the Gates of Dawn) – 3:03
3. Arnold Layne – 2:51
4. Candy and a Currant Bun – 2:38
5. The Scarecrow (The Piper at the Gates of Dawn) – 2:07
6. Apples and Oranges – 3:01 (sztereó keverés)
7. It Would Be So Nice (Richard Wright) – 3:39
8. Paint Box (Richard Wright) – 3:27 (sztereó keverés)
9. Julia Dream (Roger Waters) – 2:28
10. See Emily Play – 2:50

## Közreműködők
- Syd Barrett – ének, gitár
- David Gilmour – ének, gitár (It Would Be So Nice, Julia Dream)
- Richard Wright – ének, billentyűs hangszerek
- Roger Waters – basszusgitár, vokál
- Nick Mason – dob, ütőhangszerek